# Peter Brüggemann
Peter Brüggemann (* 27. September 1945 in Detmold) ist ein Brigadegeneral außer Dienst des Heeres der Bundeswehr.

## Leben
Brüggemann trat 1966 bei der Instandsetzungsausbildungskompanie 13/I in Hildesheim in die Bundeswehr ein. 1966 war er an der Akademie des Heeres für Maschinenwesen in Darmstadt, 1967 auf dem Fahnenjunker-Lehrgang an der Schule der Technischen Truppe I in Aachen, 1967 bei der 3. Kompanie des mittleren Instandsetzungsbataillons 410 in Neustadt am Rübenberge und auf dem Fähnrich-Lehrgang an der Schule Technische Truppe I, 1968 an der Heeresoffizierschule I in Hannover und von 1968 bis 1969 an der Heeresoffizierschule II in Hamburg. Von 1969 bis 1970 absolvierte er ein Industriepraktikum bei Wegmann in Kassel, von 1970 bis 1971 ein Studium des Maschinenbaus an der Akademie des Heeres für Maschinenwesen in Darmstadt und von 1971 bis 1977 an der Technischen Hochschule Darmstadt. Anschließend war er von 1977 bis 1979 Kompaniechef der 2. Kompanie des Instandsetzungsbataillons 2 in Stadtallendorf.
Von 1979 bis 1981 absolvierte Brüggemann den 22. Generalstabslehrgang Heer an der Führungsakademie der Bundeswehr in Hamburg, wo er zum Offizier im Generalstabsdienst ausgebildet wurde. Danach war er von 1981 bis 1983 Generalstabsoffizier für Logistik (G4) der Panzergrenadierbrigade 11 in Bogen, von 1983 bis 1987 Generalstabsoffizier für Führung, Ausbildung und Organisation (G3) im Amt für Studien und Übungen der Bundeswehr an der Außenstelle Trier, von 1987 bis 1989 Bataillonskommandeur des Instandsetzungsbataillons 2 in Kassel, von 1989 bis 1991 G4 Planungs-Stabsoffizier im Hauptquartier der Central Army Group der NATO in Heidelberg, von 1991 bis 1993 Referent im Führungsstab der Streitkräfte IV 3 im Bundesministerium der Verteidigung in Bonn und von 1993 bis 1997 Regimentskommandeur des Gebirgsinstandsetzungsregiments 8 in Regensburg.
Ab 1997 war Brüggemann G4 im Heeresführungskommando in Koblenz, ab 1998 G3 und Gruppenleiter in der Abteilung Rüstung im Heeresunterstützungskommando in Koblenz, ab 1999 General der Instandsetzungstruppe und Kommandeur der Technischen Schule des Heeres und Fachschule des Heeres für Technik in Aachen und ab 2004 Stabsabteilungsleiter II im Führungsstab des Heeres im Bundesministerium der Verteidigung in Bonn. Mit Ablauf des September 2006 wurde er in den Ruhestand versetzt.
Brüggemann ist verheiratet und hat zwei Söhne sowie eine Tochter.